# 善太息
善太息是中醫學的病證名，出自《靈樞、口問篇》，是指患者自覺胸中憋悶，每以長聲噓氣為舒的症狀，又稱嘆息、嘆長氣。

## 證治
《靈樞、口問篇》中所記載的太息病機為心氣不暢，可針刺手少陰心經、手厥陰心包經、足少陽膽經留針以補法治療。後世分為肝鬱及氣虛二證。

### 肝鬱
- 症狀：胸悶不舒、長噓嘆氣、脅肋脹滿、神情默然、納少、口苦、眩暈、苔白、脈弦
- 病因：情志所傷、所欲不遂、或強烈精神刺激
- 病機：肝氣鬱滯、失其調達、病屬實證
- 治則：舒肝理氣解鬱
- 方藥：柴胡疏肝散、逍遙散

### 氣虛
- 症狀：常欲嘆息、短氣自汗、倦怠乏力、納少、舌淡胖苔白、脈細
- 病因：勞傷過度、久病失養、而致氣虛
- 病機：宗氣不展、氣機不利、病屬虛證
- 治則：補中益氣
- 方藥：保元湯、補中益氣湯

## 網上購買治療中药方劑
- 柴胡疏肝湯（页面存档备份，存于）
- 逍遙散（页面存档备份，存于）
- 補中益氣湯（页面存档备份，存于）

## 文獻摘要
1. 《靈樞、口問篇》黃帝曰：「人之太息者，何氣使然？」岐伯曰：「憂思則心系急，心系急則氣道約，約則不利，故太息以伸出之。補手少陰心主，足少陽留之也。」
2. 《類經》張介賓注：太息者，息長而大，即嘆息也。約，猶束縛也。憂愁思慮則氣鬱不伸，而心系急、氣道約，約則滿悶於中，此嘆息之不容已也。手少陰，心經也。心主，手厥陰經也。足少陽，膽經也。助木火之臟，則陽氣可舒、抑鬱可解，故皆宜留針補之。

## 外部連結
- 柴胡疏肝散 中藥方劑圖像數據庫 (香港浸會大學中醫藥學院) （中文）（英文）
- 逍遙散 中藥方劑圖像數據庫 (香港浸會大學中醫藥學院) （中文）（英文）
- 補中益氣湯 中藥方劑圖像數據庫 (香港浸會大學中醫藥學院) （中文）（英文）
- 肝氣鬱滯 中藥方劑圖像數據庫 (香港浸會大學中醫藥學院) （中文）（英文）